# Aparell proa-popa

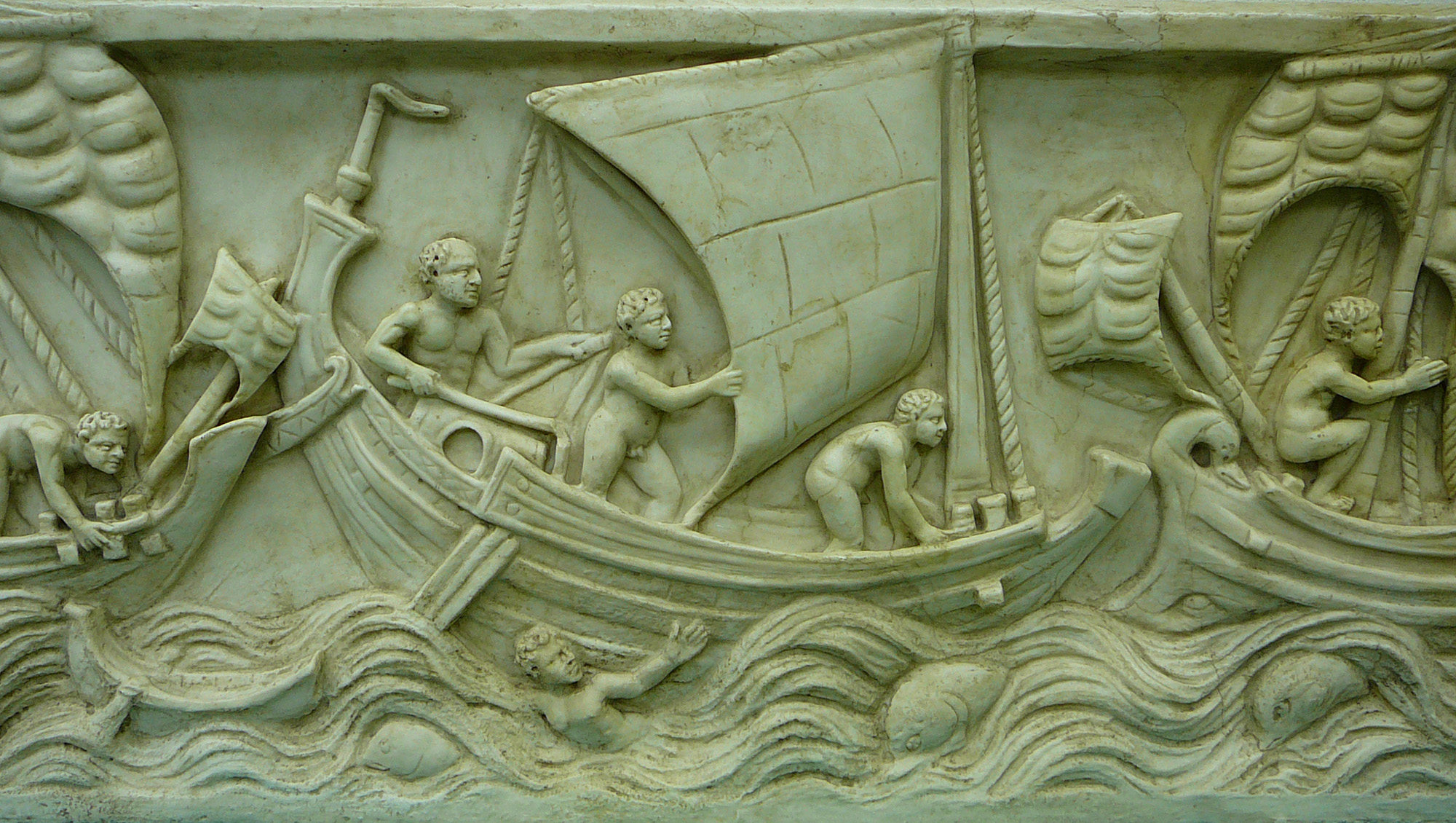
Les primeres veles de tall aparegueren en la forma de veles al terç en embarcacions grecoromanes clàssiques. El baix relleu mostra una nau mercant romana amb una vela al terç (segle III dC).

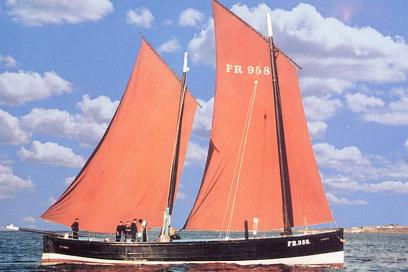
El lugre Reaper a tota vela (amb veles al terç).

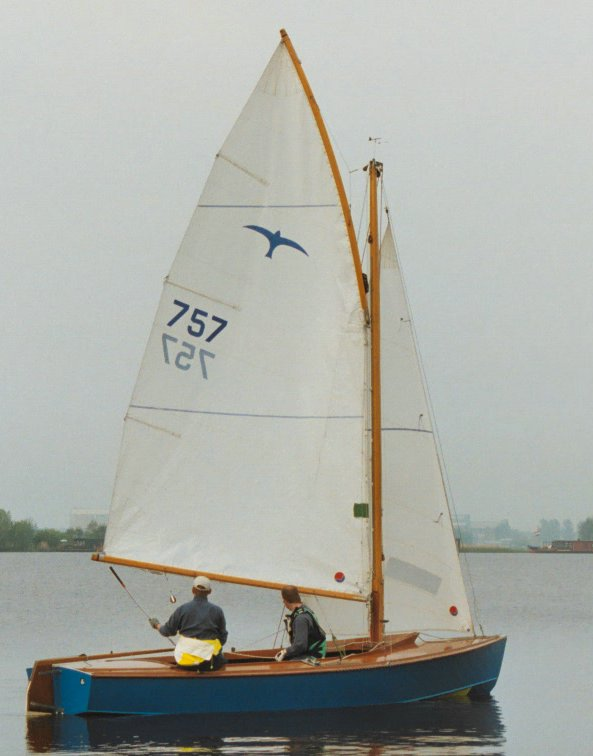
Una vela guaira," houari o "gunter sail".

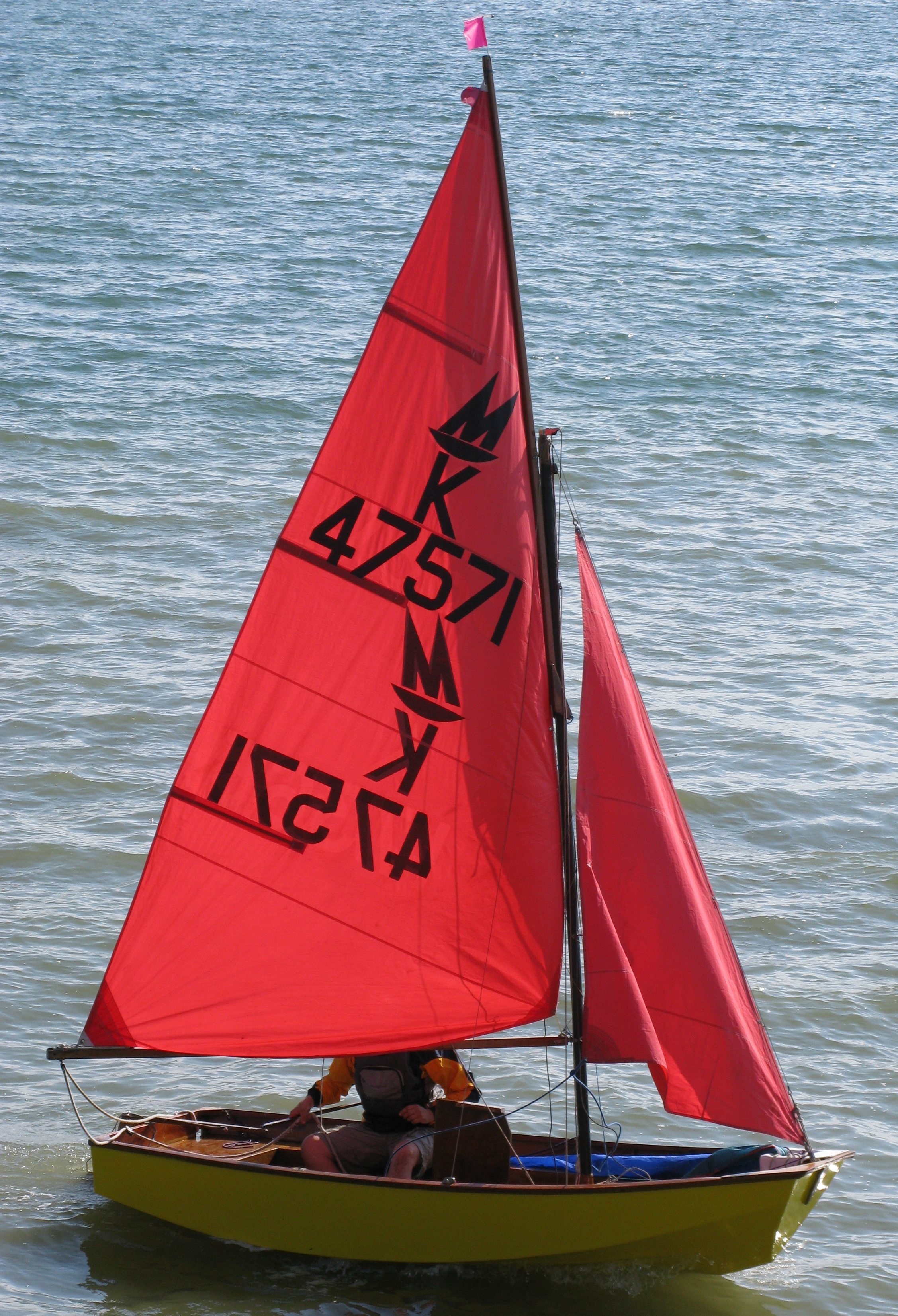
Un "dinghy" Mirror, amb vela guaira.

L'aparell proa-popa correspon als vaixells que hissen veles de tall. L'expressió "aparell proa-popa" és una traducció literal de "fore & aft rig" (en anglès). En neerlandès (o afrikaans) és "voor en achter" que té un significat equivalent.
Les veles de tall es disposen en sentit longitudinal seguint la línia de crugia del vaixell, de proa a popa. És en aquest sentit que cal entendre les frases anglesa i neerlandesa indicades.
Les veles de tall són: floc, vela d'estai ("stay sail"), vela bermudiana o marconi, la vela guaira ("gunter sail"), la vela llatina ("lateen sail"), la vela de martell, la vela al terç ("lug sail"), la cangrea ("gaff rigged sail", "spanker"), vela tarquina, …

## Aparells amb veles de tall
- Amb un pal: catboat, sloop, cúter.
- Amb dos pals: quetx, iola
- Amb dos o més pals: goleta, goleta d'estais, pailebot, barca de mitjana, xabec, ...(dromon, galera medieval…).

Els bricbarques, els bergantins goleta i altres estan aparellats en part amb veles de tall i, en part amb veles quadres.